# Inermoleiopus girardi
Inermoleiopus girardi là một loài bọ cánh cứng trong họ Cerambycidae.